# John Leslie Catterall
John Leslie Catterall (* 15. September 1905 in Honolulu; † 11. Oktober 1972 in Lexington, Kentucky) war ein US-amerikanischer klassischer Philologe.
Nach dem Besuch der Public School und der Britannia High School in Vancouver studierte Catterall ab 1922 an der University of British Columbia Klassische Philologie und Alte Geschichte. Nach dem Bachelor-Abschluss (1926) wechselte er an die Stanford University, wo er 1932 den Master-Abschluss erwarb. Aus seiner Masterarbeit, einer stilistischen Analyse einer Livius-Partie (22, 4–7), ging auch seine Doktorarbeit hervor (Livy’s use of the period, considered as an element in his style and composition), mit der Catterall 1936 promoviert wurde.
Nach der Promotion arbeitete Catterall als Research Assistant an der University of Illinois at Urbana-Champaign. Von 1941 bis 1945 nahm er als Soldat am Zweiten Weltkrieg teil. Während dieser Zeit erschien 1943 sein Aufsatz Samos Translation of Jerome’s Life of Hilarion in William Abbott Oldfathers Sammelband Studies in the text tradition of St. Jerome's Vitae patrum (Urbana: The University of Illinois Press 1943). Seit 1964 war Catterall Mitglied der American Philological Association.